# Orphnus zumpti
Orphnus zumpti är en skalbaggsart som beskrevs av Rudolph Petrovitz 1963. Orphnus zumpti ingår i släktet Orphnus och familjen Orphnidae. Inga underarter finns listade i Catalogue of Life.